# Борромео, Карло
Святой Карл (Карло) Борроме́о (итал. Carlo Borromeo, лат. Carolus Borromeus; 2 октября 1538, Арона, Пьемонт — 3 ноября 1584, Милан) — кардинал и святой католической церкви. Один из самых видных деятелей Контрреформации, инициатор реформы монашеских орденов.

## Биография
Карло Борромео родился 2 октября 1538 года в родовом замке в Ароне при озере Лаго-Маджиоре; происходил из итальянского дворянского рода Борромео и, как и кардинал Альтемпс, был племянником папы Пия IV. С 1554 изучал право в Павии. Был призван в Рим Пием IV. В 1560 стал кардиналом, в 1563 — архиепископом Милана.
Активно проводил в жизнь постановления Тридентского собора, в том числе принимал участие в разработке нового катехизиса. Высоко ценил богословские трактаты Луиса де Гранады, ходатайствовал перед папой об их оправдании (они были внесены в Индекс запрещенных книг, 1559). Инициировал создание вокруг Милана «святых гор», альтернативных святым местам Палестины, посещение которой в те годы становилось для европейских христиан всё труднее из-за непрерывных военных конфликтов с Османской империей.
Участвуя в реформе орденов и монастырей и борьбе за моральное обновление церкви, добивался строгой дисциплины, что привело к неудовольствию ряда клириков (орден гумилиатов) и покушению на него в 1569. Во время эпидемии чумы 1575—1578 заботился об умирающих и совершал обряды над умершими. В 1578 году основал орден облатов св. Амвросия. Принял активное участие в разработке богослужебных книг амвросианского обряда. Боролся с протестантизмом в Швейцарии. Карло Борромео был также покровителем композитора Палестрины.
В 1602 был беатифицирован, в 1610 — канонизирован. Это единственный кардинал-племянник, причисленный к лику святых (если не считать Ансельмо ди Лукку, жившего в XI веке).

## Изображение в искусстве
Св. Карло Борромео изображали смуглым мужчиной аристократической внешности в кардинальской одежде. Его атрибутами были распятие, череп, верёвка кающегося грешника и потир.
Гигантская статуя святого воздвигнута по повелению его брата, кардинала Федерико Боромео в г. Арона (Новара). Работы — по рисунку Джованни Баттисты Креспи, — были закончены в 1698.
Произведения искусства
- Танцио да Варалло: Св. Карл Борромей даёт Св. Причастие жертвам чумы. 1616 г., Италия
- Каспар Франц Замбах: Св. Карл Борромей даёт больным чумой Св. Причастие. 1750-е гг. Хранится в Христианском музее в Эстергоме.
- изображен в одежде кардинала (среди других фигур) на алтарной картине «Il perdono» в часовне Santa Maria delle Grazie при монастыре капуцинов в местечке Джезуальдо.
- Два портрета св. Карла Борромея работы Орацио Борджанни (1575—1616). Один портрет, датируемый 1610—1616 г., хранится в Эрмитаже в Санкт-Петербурге, другой, относимый к 1611—1612 г. — в церкви Сан-Карло-алле-Куаттро-Фонтане в Риме
- Портрет святого в капелле Борромео в неаполитанской церкви Сан-Доменико-Маджоре.
- Ежегодно в ноябре-декабре в Миланском соборе выставляются квадрони Святого Карло Борромео — серия из 54 больших живописных полотен: «Жизнь блаженного Карло» и «Чудеса святого Карло», выполненных группой итальянских художников в начале XVII века.
- Изображён на итальянской почтовой марке 1988 г. Художник A. Ciaburro.

## Церкви, посвященные Карлу Борромео
Именем Карло Борромео названа католическая епархия Сан-Карлоса на Филиппинах.

### Австрия
- Карлскирхе — церковь в Вене
- Св. Карла Борромеуса — церковь на центральном кладбище в Вене
- Карлскирхе — церковь в Хоэнемсе
- Св. Карла Борромеуса — церковь в Бад-Гроспертольце
- Карлскирхе — церковь в Фольдерсе
- Св. Карла Борромеуса — домовая церковь гериатрического центра в Вене — Хитцинге

### Бельгия
- Каролус Борромеускерк — церковь в Антверпене

### Беларусь
- Костёл Св. Карло Борромео в Пинске

### Бразилия
- Сан-Карлос-Борромеу — церковь в Порту-Алегри

### Венгрия
- Церковь в селе Надьракош (Borromei Szent Károly templom, Nagyrákos, область Ваш)

### Германия
- Св. Карла Борромеуса — церковь в Штадтлоне
- Св. Карла Борромеуса — церковь в Мюнхене — Форстенриде
- Св. Карла Борромеуса — часовня в Бад-Брайзиге — Рейнеке

### Испания
- Св. Карлес Борромеу — церковь в Барселоне — Грасия
- Св. Карлес Борромеу — церковь в Валенсии — Эль Пилар

### Италия
- Сан-Карло-алле-Куаттро-Фонтане — церковь в Риме
- Сан-Карло-аи-Катинари — церковь в Риме
- Сан-Карло-аль-Корсо — церковь в Риме
- Сан-Карло-аль-Корсо — церковь в Милане
- Сан-Карло-аль-Корсо — церковь в Ното на Сицилии
- Сан-Карло-Борромео — церковь в Турине
- Сан-Карло — церковь в Брешии
- Санти-Карло-е-Анна — церковь в Кастеллаццо-Бормида
- Сан-Карло — церковь в Поньяно
- Сан-Карло-Борромео — церковь в Ренде
- Сан-Карло-Борромео — церковь в Дезенцано-дель-Гарда — Ваккароло
- Сан-Карло — церковь в Чева

### Канада
- Сен-Шарль-Борроме — церковь в Шарльбуре — районе Квебека
- Сен-Шарль-Борроме — церковь в Дешамбо-Грондин в провинции Квебек
- Сен-Шарль-Борроме — собор в Жольете

### Польша
- Костёл Св. Карло Борромео в Варшаве-Мирове
- Костёл Св. Карло Борромео в Варшаве-Повонзках
- Костёл Св. Карло Борромео во Вроцлаве
- Костёл Св. Карло Борромео в Жирардуве

### Сенегал
- Сен-Шарль-Борроме — церковь на острове Горе

### Соединённые Штаты Америки
- Сан-Карлос-Борромео — собор в Монтерее
- Сент-Чарльз-Борромео — церковь в Блумингтоне
- Св. Чарльза Борромео — церковь в Лос-Анджелесе — Северный Голливуд

### Уругвай
- Сан-Карлос-Борромео — церковь в Сан-Карлосе

### Франция
- Сен-Шарль — церковь в Сен-Шарль-де-Перси

### Чехия
- Костёл Св. Карла Боромейскего в Праге на Малой Стране
- Костёл Св. Карла Боромейскего в Варнсдорфе
- Часовня Св. Карла Боромейскего в Праге в Карлине

### Швейцария
- Сан-Карло-Борромео — церковь в Брусио.